# Ataques aéreos dos Estados Unidos no Paquistão
Ataques aéreos dos Estados Unidos no Paquistão ocorrem desde 2004, com o governo dos Estados Unidos bombardeando o noroeste do Paquistão usando veículos aéreos não tripulados (drones) operados pela Força Aérea dos Estados Unidos sob o controle operacional da Special Activities Division da Agência Central de Inteligência. A maioria destes ataques são contra alvos no Território Federal das Áreas Tribais ao longo da fronteira com o Afeganistão, ao noroeste do Paquistão.
Esses ataques aéreos começaram durante a administração do presidente George W. Bush e aumentaram substancialmente sob o seu sucessor, Barack Obama. Alguns na mídia se referiram aos ataques como uma "guerra dos drones". O governo de George W. Bush negou oficialmente a extensão de sua política; em maio de 2013, o governo Obama reconheceu pela primeira vez que quatro cidadãos norte-americanos foram mortos nos ataques aéreos. Pesquisas mostraram que esses ataques aéreos são profundamente impopulares no Paquistão, onde contribuíram para uma percepção negativa dos Estados Unidos.
Documentos militares vazados revelam que a grande maioria das pessoas mortas não foram os alvos pretendidos, com aproximadamente 13% das mortes sendo os alvos pretendidos, 81% sendo outros "militantes" e 6% sendo civis.  De acordo com um jornalista do The Intercept, a fonte que vazou os documentos afirmou que 94% das mortes de militantes incluíam alguns "homens em idade militar" onde apenas atribuíram o rótulo de militante porque estavam em uma instalação de militantes na época e não foram especificamente comprovados como inocentes, embora a fonte não oferecesse nenhuma evidência real disso e nenhuma dessas afirmações foi confirmada nos próprios documentos. As estimativas para mortes de civis variam de 158 a 965. A Anistia Internacional constatou que várias das vítimas estavam desarmadas e que alguns ataques aéreos poderiam constituir crimes de guerra.
O primeiro-ministro do Paquistão Nawaz Sharif repetidamente exigiu o fim dos ataques aéreos, afirmando: "O uso de drones não é apenas uma violação contínua da nossa integridade territorial, mas também prejudicial à nossa determinação e esforços para eliminar o terrorismo em nosso país". A Suprema Corte de Peshawar determinou que os ataques eram ilegais, desumanos, violam a Declaração Universal dos Direitos Humanos e constituem um crime de guerra. O governo Obama discordou, alegando que os ataques aéreos não violavam o direito internacional e que o método dos ataques eram precisos e eficazes.